# Hokkaido Cultural Broadcasting
Hokkaido Cultural Broadcasting Co., Ltd. (北海道文化放送株式会社 Hokkaidō Bunka Hōsō Kabushikigaisha?, estilizado como UHB) es un canal de televisión afiliado a Fuji News Network (FNN) y Fuji Network System (FNS) que presta servicios en Hokkaidō, Japón, con sede en Sapporo, establecido el 1 de abril de 1972.

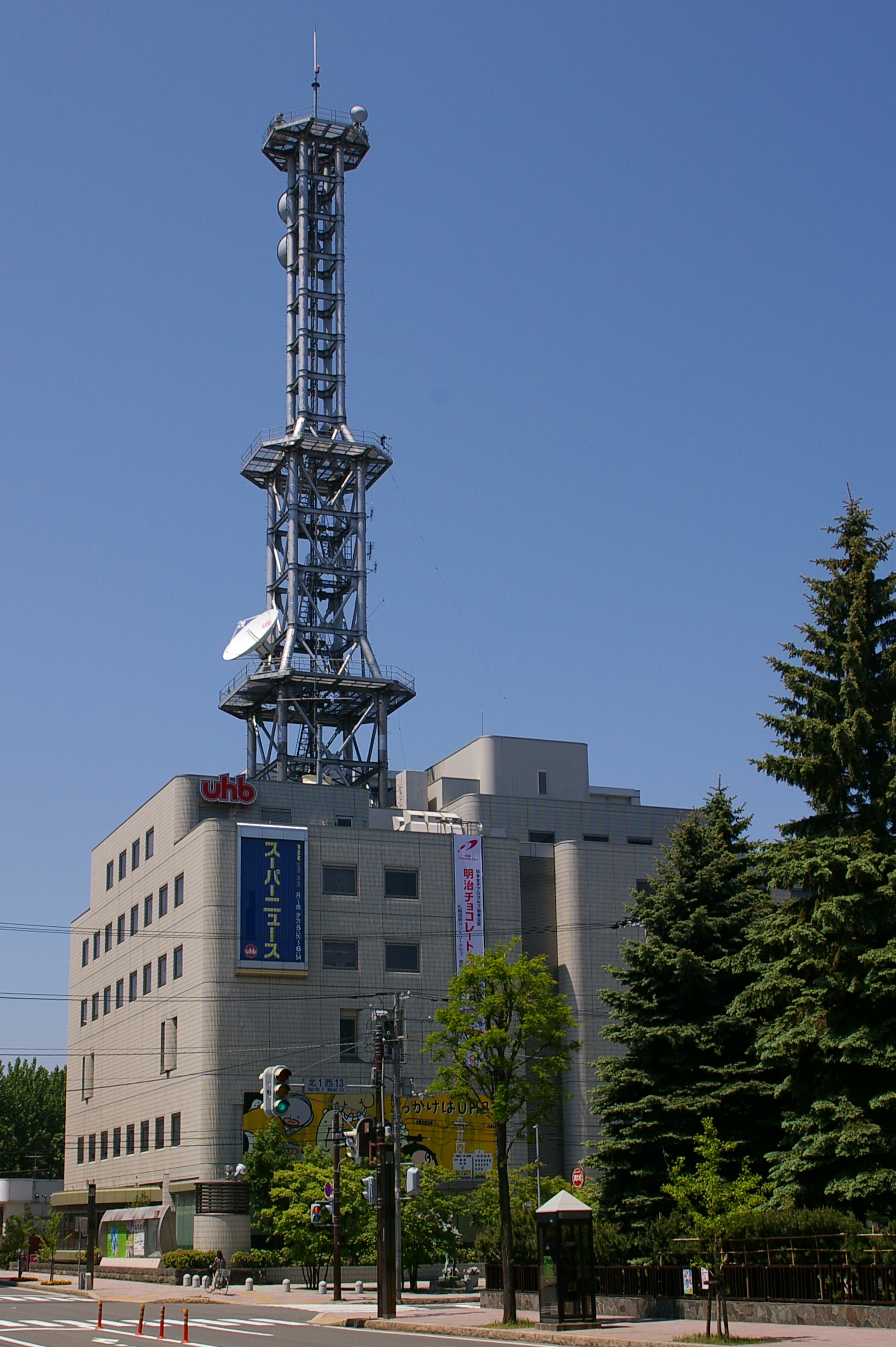
Sede central de UHB

A través de su traductor Hakodate, UHB funciona como la filial predeterminada de FNN para la mayor parte de la vecina Prefectura de Aomori al sur, ya que esa área no tiene una filial de FNN propia.

## Historia
- 19 de junio de 1971: Fundación.
- 14 de enero de 1972: primeras pruebas realizadas justo a tiempo para los Juegos Olímpicos de Invierno de 1972, los primeros de su tipo en Asia.
- 1 de abril de 1972: Comienzan las transmisiones regulares desde una única estación (JOBM-TV) a los distritos de Sapporo, Hakodate, Asahikawa y Muroran.
- Octubre de 1972: la radiodifusión se extiende a Obihiro, Kushiro y Abashiri, llegando así a toda la prefectura.
- 1 de octubre de 1983: se presenta el logotipo actual, que presenta un círculo rojo con una marca denominativa uhb en minúscula.
- 1 de diciembre de 1984: UHB comienza las transmisiones de audio multiplex (bilingües).
- 1991: UHB se convierte en responsable de la oficina de Moscú de FNN.
- 1 de junio de 2006: Comienzan las transmisiones digitales terrestres en Sapporo.
- 24 de julio de 2011: Concluyen las transmisiones terrestres analógicas.